# 川崎徳次
川崎 徳次（かわさき とくじ、1921年5月7日 - 2006年4月25日）は、佐賀県三養基郡鳥栖町（現・鳥栖市）出身のプロ野球選手（投手、外野手）・コーチ・監督、解説者。

## 経歴

### プロ入りまで
龍谷中学に入学し、1年生の終わりに陸軍幼年学校を受験するが痔疾により不合格となり、久留米商業学校に入学しなおす。一年生の有馬・立花杯（福岡県南部の運動大会）で病気で欠場した最上級生に代わってマウンドに上がると、以降卒業するまでエースを守り、最上級生の5年生の時には主将も務めて、夏の甲子園の福岡県予選ではベスト8まで進出する。
卒業時には、大学では早稲田大学と立教大学から、職業野球では阪急とセネタースからそれぞれ勧誘を受けるが、久留米商業の先輩がいた満州の撫順炭鉱に入社する。1940年の第14回都市対抗野球大会では満鉄倶楽部の投手として出場。予選では元大阪タイガースの西村幸生を擁する新京電電を破って満州代表となり、本戦では2回戦で大連実業に敗れる。しかし、大会2連覇中で優勝候補であった藤倉電線を1回戦で破ったことから注目されて、同年のシーズン途中の11月に南海に投手として入団。契約金2000円、月給150円であった。また、日本大学夜間部にも在籍していた。

### 現役時代
1941年46試合に登板して12勝、1942年はシーズン途中で盲腸炎のためシーズン途中でリタイヤするも41試合で15勝と、南海では神田武夫に次ぐ主戦投手として活躍し、1941年の東西対抗戦に西軍の投手として出場した。この頃が川崎の現役時代で最も球速があった時期で、鈴木惣太郎から球界で一番速いと賞賛されている。1942年に応召して、ビルマのマンダレーで終戦を迎え、戦後は強制収容所での拘留生活を送った。
1946年10月に監督の中島治康の勧誘もあり読売ジャイアンツに入団してプロ野球界に復帰。同年は1試合のみの登板だったが、セネタースの大下弘にプロ野球新記録の1シーズン20本目の本塁打を献上している。1947年からはオーバースローからスリークォーターに投法を変えたことで、シュートの切れ味が増してシンカー気味の落ちる球となり、打者をことごとく内野ゴロに仕留め、チームの勝ち頭となる24勝を挙げる。1948年も27勝、防御率2.31（リーグ7位）を記録し、同僚の中尾碩志とともに最多勝利のタイトルを分け合った。しかし、頼られると意気に感じて投げる川崎は、中尾より監督の三原脩に頼りにされていたという。1948年5月29日の対中日ドラゴンズ戦（宇治山田球場）では、1点リードの9回無死1塁の場面でリリーフ登板したが、最初の打者である杉山悟に初球を逆転サヨナラ本塁打され、プロ野球史上初の「1球敗戦投手」になっている。
1949年も藤本英雄（24勝）に次ぐ19勝を挙げ、巨人の戦後初優勝に貢献した。同年4月26日に金沢兼六園球場で行われた対大映スターズ戦では、8被本塁打で13失点しながら、自らも3本塁打含む4安打9打点で完投勝利を収めた。この試合で記録した3本塁打は当時のプロ野球タイ記録で、しかも、川崎はこの試合まで1本も本塁打を打ったことがなかった。9打点も当時のプロ野球新記録であり、川崎は自ら取られた点を、自らのバットで取り戻したことになる。完投勝利投手の失点13、1試合の被本塁打8本はいずれも未だにプロ野球記録となっている。また、同年の暮れにAAのサンフランシスコ・シールズが来日し戦後初の日米野球が行われたが、その第1戦に皇太子明仁親王やマッカーサー元帥夫人らが観戦する中、巨人の先発として登板する。しかし、川崎の投球はマイナーリーグのチームにも歯が立たず、1死も取れずに降板してしまった。
1950年2リーグ分裂に伴って、郷土福岡に創設された西鉄クリッパース（後の西鉄ライオンズ）に請われて移籍する。この移籍は円満に推移し、西鉄がエースの譲渡に関する巨人への感謝広告を全国紙に出すほどであった。しかし、移籍に関連してシーズンオフに十分なトレーニングができないまま、3月20日の初登板でシュートを投じたところ肘を痛める。肘の故障によってシュートが思うように投げられなくなったため、12勝にとどまる。なお、この年の8月26日の対大映スターズ戦では、林義一と投げ合い1-1の9回裏に投手ながらサヨナラ本盗を決めている。その後も、1951年12勝、1952年13勝と15勝の壁を破れない時期が続く。しかし、西鉄移籍後は主将を務め、1951年には三原脩の監督招聘を提案し、川崎自身が三原への使者役も務めた。
1953年は肘が回復するとともに、新たにナックルボールをマスターして緩急の差で打者を封じ、24勝15敗、防御率1.98で最多勝利と最優秀防御率の2冠を獲得し最優秀投手に選ばれた。1954年も開幕から好調で5月下旬までに7勝を挙げるが、一過性肺浸潤を患って8月中旬まで戦列を離れ、シーズンでは10勝に留まる。同年の日本シリーズでは日本シリーズ初先発で無四球完封勝利を飾っている。1955年は17勝を挙げ6年連続二桁勝利を達成した。
1956年になると監督の三原脩は若手投手を積極的に起用するようになり、島原幸雄・稲尾和久・西村貞朗の20歳前後の投手3人が20勝、河村久文が18勝を記録する傍らで、川崎の登板機会は減り2勝に終わる。しかし、2勝は何れも完投で、うち1つは完封であった。1957年に現役を引退。

### 現役引退後
引退後は投手コーチや助監督を務め、三原脩監督時代の西鉄黄金時代を支えた。三原退団後の1960年から2年間は西鉄の監督を務めて2年連続Aクラスを守るが、中西太を初めとして故障者が続出した事もあって優勝はできなかった。西鉄本社は川崎のチーム掌握術への批判もあいまって解任され、後任監督には選手兼任で中西が就任した。1962年3月5日の対巨人とのオープン戦で引退試合が行われ、この試合で川崎はコーチボックスで指揮を執っている。同年からはフロント入りし、球団常務として辣腕を振るい、スカウト担当として池永正明を入団させた。
1967年には阪神タイガースの藤本定義監督の下で一軍投手コーチを務め、新人であった江夏豊のピッチングの原型を作ったと言われている。一方で、江夏は後に「あるとき投手コーチから、カーブを投げてみろ、と言われた。そんなボールは投げたことがなかったから、投げ方を知りません、と答えた。そうしたらあきれた顔をしていたね。お前、カーブも投げられないのにプロに入ってきたのか、って言われたのを覚えている。監督や他のコーチもマウンドに来て、みんなゲラゲラ笑っていたなあ」と振り返っている。結局、1年目の江夏は、村山実・若生智男・権藤正利ら先輩投手にカーブの投げ方を教わるしかなくなったという。
阪神退団後、東京の友人から「八重洲に店を出さないか」との誘いを受け、1968年の1年間はうどん屋に修行に行って腕を磨いたのち、1969年から1978年にかけては東京駅の八重洲地下街に20坪の博多うどん屋を経営。店の保証金など定価を払って出店し、早朝から四斗樽2杯分の出汁を自分で作る。椅子は27、テーブルが7つという店であったが、九州の味が評判になって成功した。1979年からは鳥栖に帰郷して喫茶店を経営し、その後は福岡県久留米市に在住。久留米井筒屋内での喫茶店経営の傍ら、RKB毎日放送解説者を務めた。1985年には西鉄ライオンズOB会発足と共に初代OB会長に就任し、池永正明を初めとする選手の名誉回復に西武ライオンズとのOB会統一活動で大きく貢献した。
2006年4月25日、胆管癌のため福岡県久留米市の病院で死去。享年86（満84歳没）。

## 選手としての特徴
ピッチングのテンポが速く、快速球とシュート、ドロップを得意としたほか、のちにシンカーやナックルボールも持ち球としていた。直球は打ちごろであるベルトあたりのちょっと上へ投げて、打者の盲点をうまく突いていた。打者の肩口にあれだけ威力のある速球を投げられたのは、スタルヒンと川崎だけとも評された。ナックルボールは、二本の指を使ってボールを押し出すように投げるものと、スピンをかけて落ちるように投げるものの2種類を使い分けた。また、球持ちが長いため、打者はタイミングが非常に取りづらかったという。加えて、技巧や打者との駆け引きも得意とし、特に打者のタイミングを外すピッチングに独特の冴えを見せた。
川崎はピッチャープレートの左端を踏んだ時は決まってシュートを投げる傾向があったことから、中日の大沢清や南海の田川豊からこの癖を見破られ、シュートを徹底的に狙い撃たれカモにされた。

## 詳細情報

### 年度別投手成績
| 年 度      | 球 団      | 登 板 | 先 発 | 完 投 | 完 封 | 無 四 球 | 勝 利 | 敗 戦 | セ 丨 ブ | ホ 丨 ル ド | 勝 率 | 打 者 | 投 球 回 | 被 安 打 | 被 本 塁 打 | 与 四 球 | 敬 遠 | 与 死 球 | 奪 三 振 | 暴 投 | ボ 丨 ク | 失 点 | 自 責 点 | 防 御 率 | W H I P |
| ---------- | ---------- | ----- | ----- | ----- | ----- | -------- | ----- | ----- | -------- | ----------- | ----- | ----- | -------- | -------- | ----------- | -------- | ----- | -------- | -------- | ----- | -------- | ----- | -------- | -------- | ------- |
| 1940       | 南海       | 11    | 7     | 2     | 0     | 0        | 1     | 4     | --       | --          | .200  | 205   | 48.0     | 38       | 0           | 25       | --    | 0        | 24       | 0     | 0        | 24    | 16       | 3.00     | 1.31    |
| 1941       | 南海       | 46    | 30    | 13    | 4     | 0        | 12    | 16    | --       | --          | .429  | 1103  | 267.2    | 190      | 7           | 144      | --    | 2        | 121      | 1     | 0        | 86    | 69       | 2.32     | 1.25    |
| 1942       | 南海       | 41    | 37    | 16    | 4     | 0        | 15    | 17    | --       | --          | .469  | 1076  | 259.2    | 200      | 4           | 134      | --    | 3        | 112      | 0     | 1        | 84    | 67       | 2.32     | 1.29    |
| 1946       | 巨人       | 1     | 0     | 0     | 0     | 0        | 0     | 0     | --       | --          | ----  | 25    | 6.1      | 2        | 1           | 3        | --    | 0        | 2        | 0     | 0        | 2     | 2        | 2.57     | 0.79    |
| 1947       | 巨人       | 51    | 38    | 32    | 10    | 2        | 24    | 16    | --       | --          | .600  | 1421  | 357.2    | 255      | 9           | 118      | --    | 7        | 129      | 0     | 0        | 101   | 85       | 2.14     | 1.04    |
| 1948       | 巨人       | 47    | 39    | 25    | 12    | 2        | 27    | 15    | --       | --          | .643  | 1282  | 318.1    | 257      | 7           | 113      | --    | 5        | 82       | 0     | 0        | 101   | 82       | 2.31     | 1.16    |
| 1949       | 巨人       | 36    | 26    | 16    | 3     | 0        | 19    | 9     | --       | --          | .679  | 976   | 232.1    | 226      | 24          | 69       | --    | 6        | 108      | 0     | 1        | 116   | 101      | 3.90     | 1.27    |
| 1950       | 西鉄       | 40    | 22    | 16    | 1     | 1        | 12    | 15    | --       | --          | .444  | 961   | 231.0    | 206      | 25          | 74       | --    | 3        | 115      | 1     | 0        | 116   | 88       | 3.43     | 1.21    |
| 1951       | 西鉄       | 36    | 15    | 6     | 1     | 1        | 12    | 9     | --       | --          | .571  | 636   | 159.2    | 142      | 8           | 28       | --    | 3        | 60       | 1     | 0        | 56    | 41       | 2.31     | 1.06    |
| 1952       | 西鉄       | 41    | 22    | 12    | 4     | 0        | 13    | 11    | --       | --          | .542  | 877   | 216.0    | 171      | 9           | 62       | --    | 4        | 90       | 1     | 0        | 86    | 66       | 2.75     | 1.08    |
| 1953       | 西鉄       | 47    | 23    | 18    | 5     | 1        | 24    | 15    | --       | --          | .615  | 1167  | 294.1    | 238      | 9           | 78       | --    | 3        | 110      | 0     | 0        | 86    | 65       | 1.98     | 1.07    |
| 1954       | 西鉄       | 30    | 15    | 6     | 1     | 1        | 10    | 10    | --       | --          | .500  | 643   | 158.1    | 136      | 6           | 47       | --    | 3        | 68       | 1     | 0        | 51    | 42       | 2.38     | 1.16    |
| 1955       | 西鉄       | 43    | 22    | 8     | 3     | 2        | 17    | 15    | --       | --          | .531  | 876   | 217.2    | 195      | 6           | 50       | 5     | 1        | 88       | 1     | 0        | 66    | 58       | 2.39     | 1.13    |
| 1956       | 西鉄       | 28    | 7     | 2     | 1     | 0        | 2     | 3     | --       | --          | .400  | 350   | 85.0     | 81       | 4           | 27       | 1     | 2        | 32       | 0     | 0        | 26    | 22       | 2.33     | 1.27    |
| 1957       | 西鉄       | 7     | 0     | 0     | 0     | 0        | 0     | 1     | --       | --          | .000  | 75    | 18.1     | 15       | 1           | 8        | 0     | 0        | 7        | 0     | 0        | 4     | 3        | 1.42     | 1.25    |
| 通算：15年 | 通算：15年 | 505   | 303   | 172   | 49    | 10       | 188   | 156   | --       | --          | .547  | 11673 | 2870.1   | 2352     | 120         | 980      | 6     | 42       | 1148     | 6     | 2        | 1005  | 807      | 2.53     | 1.16    |

- 各年度の太字はリーグ最高

### 年度別打撃成績
| 年 度      | 球 団      | 試 合 | 打 席 | 打 数 | 得 点 | 安 打 | 二 塁 打 | 三 塁 打 | 本 塁 打 | 塁 打 | 打 点 | 盗 塁 | 盗 塁 死 | 犠 打 | 犠 飛 | 四 球 | 敬 遠 | 死 球 | 三 振 | 併 殺 打 | 打 率 | 出 塁 率 | 長 打 率 | O P S |
| ---------- | ---------- | ----- | ----- | ----- | ----- | ----- | -------- | -------- | -------- | ----- | ----- | ----- | -------- | ----- | ----- | ----- | ----- | ----- | ----- | -------- | ----- | -------- | -------- | ----- |
| 1940       | 南海       | 11    | 19    | 16    | 1     | 1     | 0        | 0        | 0        | 1     | 0     | 0     | --       | 2     | 0     | 1     | --    | 0     | 0     | --       | .063  | .118     | .063     | .180  |
| 1941       | 南海       | 47    | 113   | 99    | 8     | 15    | 2        | 1        | 0        | 19    | 4     | 0     | --       | 5     | --    | 9     | --    | 0     | 10    | --       | .152  | .222     | .192     | .414  |
| 1942       | 南海       | 48    | 121   | 108   | 5     | 15    | 0        | 1        | 0        | 17    | 5     | 1     | 0        | 1     | --    | 12    | --    | 0     | 9     | --       | .139  | .225     | .157     | .382  |
| 1946       | 巨人       | 1     | 2     | 2     | 0     | 0     | 0        | 0        | 0        | 0     | 0     | 0     | 0        | 0     | --    | 0     | --    | 0     | 0     | --       | .000  | .000     | .000     | .000  |
| 1947       | 巨人       | 63    | 159   | 142   | 8     | 27    | 4        | 2        | 0        | 35    | 8     | 1     | 1        | 1     | --    | 16    | --    | 0     | 14    | --       | .190  | .272     | .246     | .519  |
| 1948       | 巨人       | 57    | 140   | 132   | 10    | 33    | 7        | 1        | 0        | 42    | 5     | 2     | 0        | 2     | --    | 6     | --    | 0     | 9     | --       | .250  | .283     | .318     | .601  |
| 1949       | 巨人       | 53    | 109   | 94    | 15    | 26    | 3        | 0        | 3        | 38    | 20    | 1     | 1        | 5     | --    | 10    | --    | 0     | 8     | --       | .277  | .346     | .404     | .750  |
| 1950       | 西鉄       | 69    | 133   | 117   | 15    | 34    | 4        | 1        | 4        | 52    | 19    | 1     | 2        | 2     | --    | 13    | --    | 1     | 6     | 4        | .291  | .366     | .444     | .811  |
| 1951       | 西鉄       | 56    | 115   | 104   | 10    | 13    | 1        | 1        | 0        | 16    | 7     | 1     | 1        | 3     | --    | 8     | --    | 0     | 9     | 4        | .125  | .188     | .154     | .341  |
| 1952       | 西鉄       | 43    | 91    | 74    | 10    | 19    | 3        | 0        | 1        | 25    | 7     | 0     | 0        | 8     | --    | 9     | --    | 0     | 4     | 1        | .257  | .337     | .338     | .675  |
| 1953       | 西鉄       | 57    | 125   | 106   | 9     | 21    | 4        | 2        | 1        | 32    | 4     | 0     | 1        | 9     | --    | 10    | --    | 0     | 25    | 0        | .198  | .267     | .302     | .569  |
| 1954       | 西鉄       | 32    | 64    | 60    | 7     | 19    | 5        | 0        | 1        | 27    | 6     | 0     | 0        | 2     | 0     | 2     | --    | 0     | 11    | 2        | .317  | .339     | .450     | .789  |
| 1955       | 西鉄       | 57    | 104   | 95    | 6     | 16    | 2        | 1        | 0        | 20    | 8     | 0     | 0        | 2     | 0     | 6     | 0     | 1     | 13    | 1        | .168  | .225     | .211     | .436  |
| 1956       | 西鉄       | 42    | 46    | 41    | 2     | 9     | 0        | 0        | 0        | 9     | 4     | 1     | 0        | 1     | 0     | 4     | 0     | 0     | 4     | 0        | .220  | .289     | .220     | .508  |
| 1957       | 西鉄       | 13    | 14    | 13    | 0     | 3     | 0        | 0        | 0        | 3     | 1     | 0     | 0        | 0     | 0     | 1     | 0     | 0     | 3     | 0        | .231  | .286     | .231     | .516  |
| 通算：15年 | 通算：15年 | 649   | 1355  | 1203  | 106   | 251   | 35       | 10       | 10       | 336   | 98    | 8     | 6        | 43    | 0     | 107   | 0     | 2     | 125   | 12       | .209  | .274     | .279     | .554  |

### 年度別監督成績
| 年度      | 年度      | チーム    | 順位      | 試合数 | 勝利 | 敗戦 | 引分 | 勝率 | チーム 本塁打 | チーム 打率 | チーム 防御率 | 年齢       |            |
| --------- | --------- | --------- | --------- | ------ | ---- | ---- | ---- | ---- | ------------- | ----------- | ------------- | ---------- | ---------- |
| 1960      | 昭和35年  | 西鉄      | 3位       | 136    | 70   | 60   | 6    | .538 | 97            | .251        | 3.05          | 39歳       |            |
| 1961      | 昭和36年  | 西鉄      | 3位       | 140    | 81   | 56   | 3    | .591 | 110           | .249        | 2.83          | 40歳       |            |
| 通算：2年 | 通算：2年 | 通算：2年 | 通算：2年 | 276    | 151  | 116  | 9    | .566 | Aクラス2回    | Aクラス2回  | Aクラス2回    | Aクラス2回 | Aクラス2回 |

- 1960年は130試合制（引き分けは再試合）
- 1961年は140試合制

### タイトル
- 最多勝利：2回 （1948年、1953年）
- 最優秀防御率：1回 （1953年）

### 表彰
- ベストナイン：1回 （投手部門：1953年）
- 最優秀投手：1回 （1953年）

### 記録
- 1949年4月26日対大映スターズ戦に関する記録、いずれも達成当時のもの [25]
  - 1試合最多本塁打：3 ※投手としてはNPBタイ記録（1967年に堀内恒夫が並ぶ）。当時のNPBタイ記録（1951年に岩本義行が更新〔4本塁打〕）
  - 1試合最多打点：9 ※投手としてはNPB記録。当時のNPB記録（1951年に飯島滋弥が更新〔11打点〕）
  - 最多失点完投勝利：13 ※NPB記録
  - 1試合最多被本塁打：8 ※NPB記録
  - 1試合最多本塁打（両チーム）：13 ※NPB記録
- 1球敗戦投手：1948年5月29日、対中日ドラゴンズ戦、杉山悟にサヨナラ本塁打を打たれ敗戦投手 ※史上初[26]

- オールスターゲーム出場：3回 （1951年 - 1953年）
- 複数球団での最多勝 ※NPB史上3人目

### 背番号
- 21 （1940年 - 1942年、1947年 - 1958年）
- 26 （1946年）
- 55 （1959年）
- 30 （1960年 - 1961年）
- 56 （1967年）